# Lubomir Czajkowski
Lubomir Czajkowski (ur. 23 maja 1918 w Warszawie, zm. 1974 w Monachium) – ukraiński, polski i austriacki tenisista i reprezentant Austria w Pucharze Davisa (1949). Finalista Mistrzostwa Polski juniorów w tenisie w grze pojedynczej i podwójnej (1936), mistrz Ukraińskiej SRR i wicemistrz tenisowych mistrzostw ZSRR w grze podwójnej (1940), dwukrotny zwycięzca turnieju Austrian Open w latach 1948 i 1950.

## Początek kariery w Kołomyi
Lubomir Czajkowski urodził się 23 maja 1918 roku w Warszawie, w rodzinie Józefa Czajkowskiego, nauczyciela i wieloletniego dyrektora seminarium żeńskim w Kołomyi. Pierwszym trenerem Lubomira Czajkowskiego był Ołeksandr Kulczycki.
W wieku 10 lat Lubomir został uczniem Państwowego Ukraińskiego Gimnazjum w Kołomyi.
W 1932 roku, mając 14 lat, po raz pierwszy wziął udział w zawodach w Kołomyi, w których wzięło udział 7 najlepszych tenisistów ze Lwowa. W finale spotkał się ze lwowianinem M. Drohomyretskim, a w piątym secie przy wyniku 9:9, mecz został przerwany z powodu wysokiej temperatury powietrza i obaj zostali ogłoszeni zwycięzcami. W tym samym roku odniósł zwycięstwa w zawodach w Czerniowcach i Stanisławowie, a w 1933 roku zdobył we Lwowie mistrzostwo juniorów w grze pojedynczej.
W 1934 roku triumfował na mistrzostwach Galicji w tenisie, które odbyły się w Stanisławowie: wówczas Lubomyr Czajkowski zajął pierwsze miejsce w grze pojedynczej, podwójnej (wspólnie z
Romanem Sielskim) i mikscie (wspólnie z Sonią Mogilnicką).
W 1935 roku wstąpił do polskiego klubu ze Lwowa „Pogoń” i już w sierpniu wziął udział w Otwartych (międzynarodowych) Mistrzostwach Polski w Warszawie, gdzie przegrał w półfinale z J. Tłoczyńskim w grze pojedynczej i jednocześnie został finalistą w grze podwójnej (wraz z W. Kurmanem). Jesienią tego samego roku został mistrzem Otwartych Mistrzostw Lwowa w kategorii singli juniorów.

## Okres polski
W 1936 roku wyjechał do Warszawy, aby podjąć studia na Uniwersytecie Warszawskim, gdzie wstąpił do klubu Legia Warszawa. Minęło kilka miesięcy i został zaproszony do reprezentacji Polski juniorów.
W czerwcu 1936 roku wziął udział w Mistrzostwach Polski Juniorów w Tenisie, które odbyły się we Lwowie. W drugiej rundzie pokonał lwowskiego tenisistę Wołodymyra Oleinyszyna 6:2, 4:6, 6:3, w ćwierćfinale – Cyslikowskiego (6:1, 6:1), w półfinale – Jerzego Gottschalka (6:3, 6:2), w finale uległ Leonowi Kołczakowi z Katowic, zostając finalistą mistrzostw. Dotarł także do finału w grze podwójnej (wspólnie z Tłochyńskiem), przegrywając z Gottschalk/Streletskyi 6:3, 6:3.
W czerwcu 1937 roku wziął udział w
Narodowym mistrzostwi Polski w tenisie w Krakowie, docierając do ćwierćfinału po przegranej z warszawską tenisistką Czesławą Spichałą (6:4, 6:2, 6:2), drugiej rundy w grze podwójnej i ćwierćfinału w grze mieszanej. W sierpniu na Międzynarodowych Mistrzostwach Polski w Bydgoszczy, w których brały udział reprezentacje Polski, Austrii, Niemiec i Rumunii, pokonał w II rundzie Hansa Akera, lecz dotarł do ćwierćfinału, przegrywając z austriackim tenisistą Adamem Baworowskim 6:3, 6:4, 8:6. Wystąpił także w grze podwójnej z Jerzym Gottschalk, gdzie w półfinale przegrał z parą Haendewerk/Lund z Niemiec 6:4, 4:6, 4:6, 6:1, 6:4.
Na kolejnych Mistrzostwach Polski w tenisie, rozegranych w dniach 13–19 czerwca 1938 roku w Katowic, w grze podwójnej (wspólnie z Jerzym Gottschalk) pokonał lwowską parę Szymański/Oleynyshyn 6:1, 6:0, 6:1, lecz dotarł do półfinału, przegrywając z krakowsko-katowicką parą Bratek/Goryajn 3:6, 0:6, 6:3, 7:5, 6:1. W grze mieszanej (wspólnie z Marią Fryszczynową) wypadł gorzej: w ćwierćfinale przegrał z parą mieszaną Siodovna/Spikhala 6:4, 6:2. W grze pojedynczej ponownie dotarł do ćwierćfinału, w którym przegrał z kolegą z drużyny Ignacym Tłoczyńskim 6:1, 6:1, 6:4. Przegrał z nim także w ćwierćfinale Międzynarodowe mistrzostw Polski w Gdyni w 1939 roku (6:0, 6:4, 6:2). Na tych zawodach w grze podwójnej (wspólnie z Bohdanem Tomashevskim) uległ w ćwierćfinale parze jugosłowiańskiej (6:3, 3:6, 6:4, 6:2), a w mikście (wspólnie z Kindermanovną) polskiej parze Tlochynski/Jedrzejowska w półfinale.
Późną wiosną 1939 roku odpadł w ćwierćfinale tenisowych mistrzostw Polski rozgrywanych w Poznaniu, przegrywając z Kazimierzem Tarłowskim 2:6, 6:1, 6:2, 6:1. W grze podwójnej wspólnie z Bohdanem Tomaszewskim dotarł do półfinału, a w mikście (wspólnie z Sofią Jedzheyovską) również dotarł do półfinału.
Na turnieju w Rydze Lubomir Czajkowski zetknął się z II wojną światową.

## Okres sowiecki
Po agresji ZSRR na Polskę powrócił do Kołomyi, gdzie do 1940 roku pracował w dziale księgowości lokalnej dyrekcji transportu kolejowego. Później przeniósł się do Lwowa, gdzie wstąpił do regionalnego ochotniczego towarzystwa sportowego „Dynamo”. Lubomyr Czajkowski dołączył do reprezentacji Ukraińskiej SRR w tenisie, gdzie grał w zawodach przeciwko drużynom z Moskwy. Następnie wraz ze swoim rodakiem Józefem Hebdą w grze deblowej Lubomyr nie pozostawił szczególnych szans tandemowi czołowych radzieckich tenisistów D. Synuczkow/Z. Zikmund, przyczyniając się tym samym do ogólnego zwycięstwa Ukraińców w meczu (7:4). Następnie został mistrzem Ukraińskiej SRR w tenisie w grze podwójnej, a na mistrzostwach ZSRR zdobył srebrny medal w grze podwójnej z Hebdą. Również na Mistrzostwach Świata, wspólnie z kijowianką Goriną, dotarł do półfinału w grze mieszanej.
W latach 1939–1941 Czajkowski wraz z mistrzem Polski, Polakiem ze Lwowa, Józefem Hebdą, zaczął także podróżować po miastach ZSRR, popularyzując tenis.
Ostatnie zawody w charakterze radzieckiego sportowca L. Czajkowskiego przypadły na drugą połowę czerwca 1941 roku. W mieście nad Newą brał udział w meczu z leningradzkimi tenisistami w składzie reprezentacji republikańskiego towarzystwa „Dynamo”. W meczu finałowym Ukrainiec, trzaskając drzwiami na pożegnanie, zdjął z kortu doświadczonego przeciwnika P. Majdanski 6:3, 6:2. Następnie Czajkowski uciekł, dotarł do rodzinnej Kołomyi, a stamtąd przeniósł się do Austrii i przyjął obywatelstwo austriackie.

## Okres austriacki
Po przeprowadzce do Austrii osiedlił się w Innsbrucku. W 1948 roku wygrał turniej Austrian Open, a w następnym roku był finalistą turnieju, w którym przegrał z Niemcem Willym Stinglem 6:1, 6:2, 6:3.
W dniach 6–8 maja 1949 roku wziął udział w Pucharze Davisa, gdzie w drugiej rundzie gry pojedynczej przegrał z Dragutinem Mytychem 2:6, 2:6, 2:6 i z Milanem Branoviciem 4:6, 3:6, 4:6. Reprezentacja Austrii ostatecznie przegrała z Jugosłowianami 1:4. W tym samym roku wygrał turniej BMW Open, przegrywając w ćwierćfinale z Gottfriedem von Krimem.
W 1950 roku ponownie wygrał turniej Austrian Open. W tym samym roku wziął udział w turnieju drużynowym w Innsbrucku i Salzburgu, gdzie przegrał zarówno w grze podwójnej i mieszanej, jak i w grze pojedynczej. Zgodnie z wynikami turnieju został siódmą rakietą Austrii. W sierpniu 1951 roku wygrał międzynarodowy turniej tenisowy w Linzu w grze pojedynczej. Wziął udział także w turnieju reprezentacji Austrii i Jugosławii, gdzie przegrał z Jugosłowianami w kategorii indywidualnej i deblowej 0:2.
Grał w różnych zawodach tenisowych do 1957 roku.
Karierę tenisową Czajkowskiego zakończyła kontuzja, której doznał, gdy upadł na rakietę i złamał żebro. Jednak nie zrezygnował z tenisa, lecz udzielał lekcji jako instruktor. Lubomyr Czajkowski zmarł w Monachium w 1974 roku na zapalenie płuc.